# Wladimer Gruzdew
Wladimer Gruzdew (gruz. ვლადიმერ გრუზდევი; ur. 19 maja 1952 w Mariupolu) – gruziński żeglarz.

## Życiorys
Uczestniczył wraz z Guramem Biganiszwilim w Letnich Igrzysk Olimpijskich w Barcelonie w 1992 oraz Letnich Igrzysk Olimpijskich w Atlancie w 1996, w obu przypadkach w klasie Star, w 1992 reprezentując Wspólnotę Niepodległych Państw, a w 1996 Gruzję.

## Wyniki

### Letnie Igrzyska Olimpijskie w 1992
| Zawodnicy                           | Konkurencja |        | Wyścig | Wyścig | Wyścig | Wyścig | Wyścig | Wyścig   | Suma      | Pozycja | Źródło |
| Zawodnicy                           | Konkurencja | 1      | 2      | 4      | 5      | 6      | 7      |          | Suma      | Pozycja | Źródło |
| ----------------------------------- | ----------- | ------ | ------ | ------ | ------ | ------ | ------ | -------- | --------- | ------- | ------ |
| Guram Biganiszwili Wladimer Gruzdew | klasa Star  | Punkty | 30 pkt | 25 pkt | 21 pkt | 8 pkt  | 10 pkt | 11.7 pkt | 105.7 pkt | 13.     | [ 1 ]  |

### Letnie Igrzyska Olimpijskie w 1996
| Zawodnicy                           | Konkurencja |        | Wyścig | Wyścig | Wyścig | Wyścig | Wyścig | Wyścig | Wyścig | Wyścig | Wyścig | Wyścig | Suma    | Pozycja | Źródło |
| Zawodnicy                           | Konkurencja | 1      | 2      | 3      | 4      | 5      | 6      | 7      | 8      | 9      | 10     |        | Suma    | Pozycja | Źródło |
| ----------------------------------- | ----------- | ------ | ------ | ------ | ------ | ------ | ------ | ------ | ------ | ------ | ------ | ------ | ------- | ------- | ------ |
| Guram Biganiszwili Wladimer Gruzdew | klasa Star  | Punkty | 13 pkt | 10 pkt | 22 pkt | 14 pkt | 23 pkt | 24 pkt | 21 pkt | 9 pkt  | 5 pkt  | 18 pkt | 112 pkt | 16.     | [ 1 ]  |